# Patrick Gray, VI Lord Gray
Patrick Gray, VI Lord Gray noto per la maggior parte della sua vita come Patrick, Master of Grey, (... – 1612) è stato un nobile e politico scozzese durante i regni di Maria, Regina di Scozia e Giacomo VI di Scozia.

## Biografia
Patrick Gray, figlio di Patrick Gray, V Lord Grey, e di sua moglie Barbara (una figlia di William Ruthven, II Lord Ruthven) crebbe come protestante e frequentò l'Università di Glasgow. Nel 1575 sposò Elizabeth Lyon, figlia di John Lyon, VIII Lord Glamis, ma il matrimonio fallì poco dopo. Patrick viaggiò in Francia, si convertì al cattolicesimo e divenne un sostenitore di Maria, regina di Scozia .
Al suo ritorno in Scozia, nel 1583, Patrick acquisì notorietà come intrigante politico e diplomatico, accattivandosi le simpatie del  giovane re Giacomo mentre complottava con James Stewart, conte di Arran per tenere Maria in prigione.
Nell'ottobre 1584 fu nominato Gentiluomo della Camera Privata e Maestro del guardaroba del re, responsabile dei gioielli, dell'abbigliamento e degli arazzi del re e dell'impiego di sarti e calzolai.
Nel 1584 Giacomo VI lo inviò come ambasciatore scozzese in Inghilterra per mediare, con Elisabetta I, sul destino di Maria. Al suo ritorno in Scozia, dopo l'esecuzione di Maria, Patrick fu dichiarato traditore, imprigionato e successivamente bandito dalla Scozia.
Giacomo VI perdonò Patrick e gli permise di tornare in Scozia nel 1589, ripristinandogli i suoi uffici, sebbene il Master of Gray continuasse la sua intrigante carriera coinvolgendosi in una serie di intrighi e trame.
Nel 1584 fu inviato in Inghilterra, con William Keith di Delny e Robert Melville, per intercedere per la vita di Maria, regina di Scozia, ma i loro argomenti e le loro modalità di mediazione sarebbero risultati controproducenti.
Il 20 luglio 1585 sposò Lady Mary Stewart, figlia di Robert Stewart, I conte di Orkney e cugina di Re Giacomo. Al matrimonio parteciparono la maggior parte dei dignitari di corte tranne i seguaci del conte di Arran. Mary, era un'amica di Jean Stewart, contessa di Argyll, che nel 1588 le lasciò un abito intessuto di fili d'oro e uno di velluto nero con finiture dorate e perline profumate.
Lunedì 3 maggio 1598 il duca di Holstein, fratello di Anna di Danimarca, venne a cena al castello di Fowlis, mentre era in viaggio scortato da William Schaw. A Lord Gray fu ordinato, da Giacomo VI, di incontrarlo a sei miglia dal castello.
Nel novembre 1598 Gray era in viaggio in Piccardia, poi visitò il Conte di Gowrie a Orléans. Incontrò la vedova di Esmé Stewart, Catherine de Balsac, ad Aubigny-sur-Nère, la quale temeva che suo figlio, Ludovic Stewart, II duca di Lennox, stesse complottando con Henry Kier, (un agente cattolico). Gray stava cercando di assicurarsi l'eredità di Lennox. Ebbe un'udienza con il re di Francia che stava aspettando che Giacomo VI gli mandasse cani da caccia scozzesi.
Nel maggio 1601, John Erskine, Conte di Mar e Edward Bruce, Commendatore di Kinloss, tornarono da un'ambasciata a Londra. Sebbene avessero raggiunto un'intesa sulla successione di Giacomo VI al trono d'Inghilterra, la notizia gli fu tenuta segreta. L'apparente mancanza di successo fu vista come un'opportunità per gli oppositori politici di Mar di soppiantarlo, e Gray tentò, senza successo, di guadagnare la fiducia di Robert Cecil in Inghilterra. Cecil tuttavia non disse nemmeno a Gray della sua corrispondenza segreta con il re scozzese.
Nell'arena domestica, Gray fu anche coinvolto in una coalizione di Anna di Danimarca e del Duca di Lennox contro Mar. Nel settembre 1602 Anna di Danimarca e Gray intrattennero Anne de Gondi, la moglie dell'ambasciatore francese, il Baron de Tour, a Palazzo Falkland, mentre il marito incontrava il re. Lord Henry Howard notò che Gray aveva trascorso questo tempo con la regina Anna.
Patrick divenne il VI Lord Gray, alla morte di suo padre nel 1609, tre anni prima della sua morte nel 1612. Gli succedette suo figlio Andrew Gray, VII Lord Gray.

### Lettera sulle cose del guardaroba
Una lettera non datata di Grey richiedeva alcuni acquisti a Londra tra cui: una spada e un pugnale con "elsa nera non lunga", un pennacchio nero per una donna, fili d'oro e d'argento della specie dei grandi, per le signore, con i quali tessere un arazzo da appendere e un cappello di Venezia per sua moglie. Gray chiese anche una bacinella e una brocca d'argento, tra le più leggere (ed economiche) e dorate solo sui bordi. Il suo corrispondente avrebbe portato a casa i gioielli se fossero stati pronti e Gray lo avrebbe pagato.

## Famiglia
Gray sposò in seconde nozze, il 20 luglio 1585, Mary Stewart, una figlia di Robert Stewart, I conte di Orkney. I loro figli furono:
- Elizabeth Gray, (n. 1586).[13]
- Andrew Gray, VII Lord Grey
- Jean Gray (morta nel 1639), sposò John Wemyss, I conte di Wemyss
- Agnes Gray, contessa di Menteith (morta nel 1667), sposò William Graham, VII conte di Menteith